# Фишер, Патрик
Па́трик Фи́шер (нем. Patrick Fischer; род. 6 сентября 1975, Цуг) — швейцарский хоккейный нападающий и тренер.
Известен по выступлениям за клуб Национальной хоккейной лиги «Финикс Койотис», швейцарские команды «Давос» и «Цуг», санкт-петербургский СКА.
Провёл 183 матчей в качестве игрока сборной Швейцарии, участвовал в хоккейных турнирах Олимпийских игр 2002 и 2006 годов
С декабря 2015 года — главный тренер швейцарской сборной. Привёл швейцарцев к серебряным медалям на чемпионатах мира 2018, 2024 и 2025